# Rivière du Limbé
Rivière du Limbé är ett vattendrag i Haiti.   Det ligger i departementet Nord, i den norra delen av landet, 140 km norr om huvudstaden Port-au-Prince.